# Генрі Кучера
Генрі Кучера (народжений Їндржих Кучера; 15 лютого 1925 – 20 лютого 2010) — чесько-американський лінгвіст, який започаткував корпусну лінгвістику, лінгвістичне програмне забезпечення, зробив великий внесок у Словник американської спадщини та піонер у розробці комп’ютерного програмного забезпечення для перевірки орфографії. Його згадують, зокрема, як одного з творців Браунівського корпусу.

## Ранні роки і освіта
Кучера народився в Тршебаржові (між Пардубіце та Оломоуц ) у Чехословаччині, а пізніше переїхав із родиною до Годоніна, де він навчався. Коли комуністи прийшли до влади в лютому 1948 року, його дослідження філософії та лінгвістики в Карловому університеті в столиці Чехії Празі були перервані. Він був змушений залишити Чехословаччину в квітні 1948 року, коли стало зрозуміло, що його політичні твори поставили його під загрозу затримання комуністичною владою.
Потім Кучера переїхав до окупованої союзниками Німеччини, де працював під наглядом CIC США (Корпусу контррозвідки) для організацій біженців, допомагаючи чеським біженцям у програмах переселення та підготовці паспортів. У цей час він познайомився з Павлом Тигрідом, який згодом став наставником і давнім другом Кучери. Після «оксамитової революції» 1989 року Тігрід став міністром культури Чехословаччини.

## Викладацька кар'єра
У 1949 році він відправився в Нью-Йорк на борту USS General C. H. Muir. Отримавши ступінь доктора філософії в Гарвардському університеті, він два роки викладав в Університеті Флориди в Гейнсвіллі. Потім Кучера повернувся до Гарварду як науковий співробітник. У 1955 році він отримав запрошення до Браунського університету, де в 1965 році отримав звання професора. Там він провів решту своєї педагогічної кар’єри. У 1990 році він пішов на пенсію як почесний професор лінгвістики та когнітивних наук імені Фреда М. Сіда, отримавши, серед інших почестей, урочистий прийом у зв’язку з виходом на пенсію та публікацію Festschrift про свої досягнення.

## Роботи
У Брауні він зміг підтримувати свій інтерес до лінгвістики. Там він зацікавився обчислювальним аналізом людської мови, хоча на той час майже не було інструментів для такого типу дослідження.
У 1963 і 1964 роках Кучера співпрацював з В. Нельсоном Френсісом для створення Браунового корпусу стандартної американської англійської мови, відомого як Корпус Брауна. Це була ретельно зібрана добірка поточної американської англійської мови, опублікована протягом 1961 року в 1000 джерелах на різноманітні теми. Він дуже широко використовувався в комп’ютерній лінгвістиці та протягом багатьох років був одним із найбільш цитованих ресурсів у цій галузі. Самі Кучера та Френсіс піддали його різноманітним обчислювальним аналізам, на основі яких виникла їхня класична праця Computational Analysis of Present-Day American English (1967), а потім Френсіс і Кучера Frequency Analysis of English Usage: Lexicon and Grammar (1982). 
Невдовзі після цього бостонський видавець Houghton-Mifflin звернувся до Кучери з проханням надати базу цитувань із мільйонами слів для свого нового словника American Heritage Dictionary . Цей революційний новий словник, який вперше з’явився в 1969 році, був першим словником, складеним за допомогою корпусної лінгвістики для частоти слів та іншої інформації.
Кучера написав одну з перших перевірок орфографії на різдвяні канікули 1981 року мовою PL/I на замовлення Digital Equipment Corporation. Це був простий, швидкий засіб перевірки правопису. Подальший розвиток призвів до «International Correct Spell», програми перевірки орфографії, яка використовувалася в системах обробки текстів, таких як WordStar і Microsoft Word, а також у численних невеликих комп’ютерних програмах. Пізніше Кучера керував розробкою засобу перевірки граматики правильного тексту Хоутона-Міффліна, який також значною мірою спирався на статистичні методи аналізу. Він заснував компанію Language Systems Incorporated (LSI), пізніше Language Systems Software Incorporated (LSSI), щоб керувати програмами та оновленнями свого програмного забезпечення до закінчення терміну дії патентів у 2002 році. Houghton-Mifflin виділила Inso Corporation  . Маючи прибуток в основному від ліцензування Microsoft та інших інструментів орфографії та граматики, у 1996 році Inso придбала Electronic Book Technologies .

## Нагороди
Крім свого звання доктора філософії з лінгвістики в Гарвардському університеті, Кучера мав докторський ступінь у Карловому університеті в Празі, який було відновлено після того, як Оксамитова революція повалила комуністичне правління в Чехословаччині в 1989 році. Він отримав почесні ступені коледжу Пемброк у Провіденсі, Род-Айленд, Університету Бакнелла в Льюїсбурзі, Пенсильванія, та Університету Масарика в Брно, Чехія (1990). Кучера був членом академічного почесного товариства Phi Beta Kappa .

## Вибрані видання
- Г. Кучера (1961). Фонологія чеської мови .

- Ендрю Макі, Тетяна К. Маколі, Синтія Сіммонс, ред. (1962). Для Генріха Кучери . Енн-Арбор, штат Мічиган: слов'янські публікації Мічигану.

- Г. Кучера і В. Н. Френсіс (1967). Обчислювальний аналіз сучасної американської англійської мови .

- Г. Кучери (1968). Порівняльна квантитативна фонологія російської, чеської та німецької мов .
- WN Francis and H. Kučera (1983). Частотний аналіз використання англійської мови: лексика та граматика .
- WN Francis and H. Kučera (1989). Інформаційний посібник, який супроводжує стандартний корпус сучасної редагованої американської англійської мови для використання з цифровими комп’ютерами .